# José Pedro Fuenzalida
José Pedro Fuenzalida Gana (phát âm tiếng Tây Ban Nha: [xoˈse ˈpeðɾo fwensaˈliða]; sinh ngày 22 tháng 2 năm 1985) là một cầu thủ bóng đá người Chile hiện đang thi đấu ở vị trí tiền đạo cho Universidad Católica của Chile và đội tuyển quốc gia Chile.

### Bàn thắng quốc tế
Bàn thắng và kết quả của Chile được để trước.
| #  | Ngày                | Địa điểm                                                | Đối thủ   | Bàn thắng | Kết quả | Giải đấu                |
| -- | ------------------- | ------------------------------------------------------- | --------- | --------- | ------- | ----------------------- |
| 1. | 19 tháng 1 năm 2013 | Sân vận động Municipal de Concepción, Concepción, Chile | Haiti     | 3–0       | 3–0     | Giao hữu                |
| 2. | 6 tháng 6 năm 2016  | Sân vận động Levi's, Santa Clara, Hoa Kỳ                | Argentina | 1–2       | 1–2     | Copa América Centenario |
| 3. | 22 tháng 6 năm 2016 | Soldier Field, Chicago, Hoa Kỳ                          | Colombia  | 2–0       | 2–0     | Copa América Centenario |
| 4. | 6 tháng 6 năm 2019  | Sân vận động La Portada, La Serena, Chile               | Haiti     | 2–1       | 2–1     | Giao hữu                |
| 5. | 21 tháng 6 năm 2019 | Itaipava Arena Fonte Nova, Salvador, Brasil             | Ecuador   | 1–0       | 2–1     | Copa América 2019       |